# Alto Taquari (tiểu vùng)
Alto Taquari là một tiểu vùng thuộc bang Mato Grosso do Sul, Brasil. Tiều vùng này có diện tích 41313 km², dân số năm 2007 là 104125 người.